# Hotel Krosse

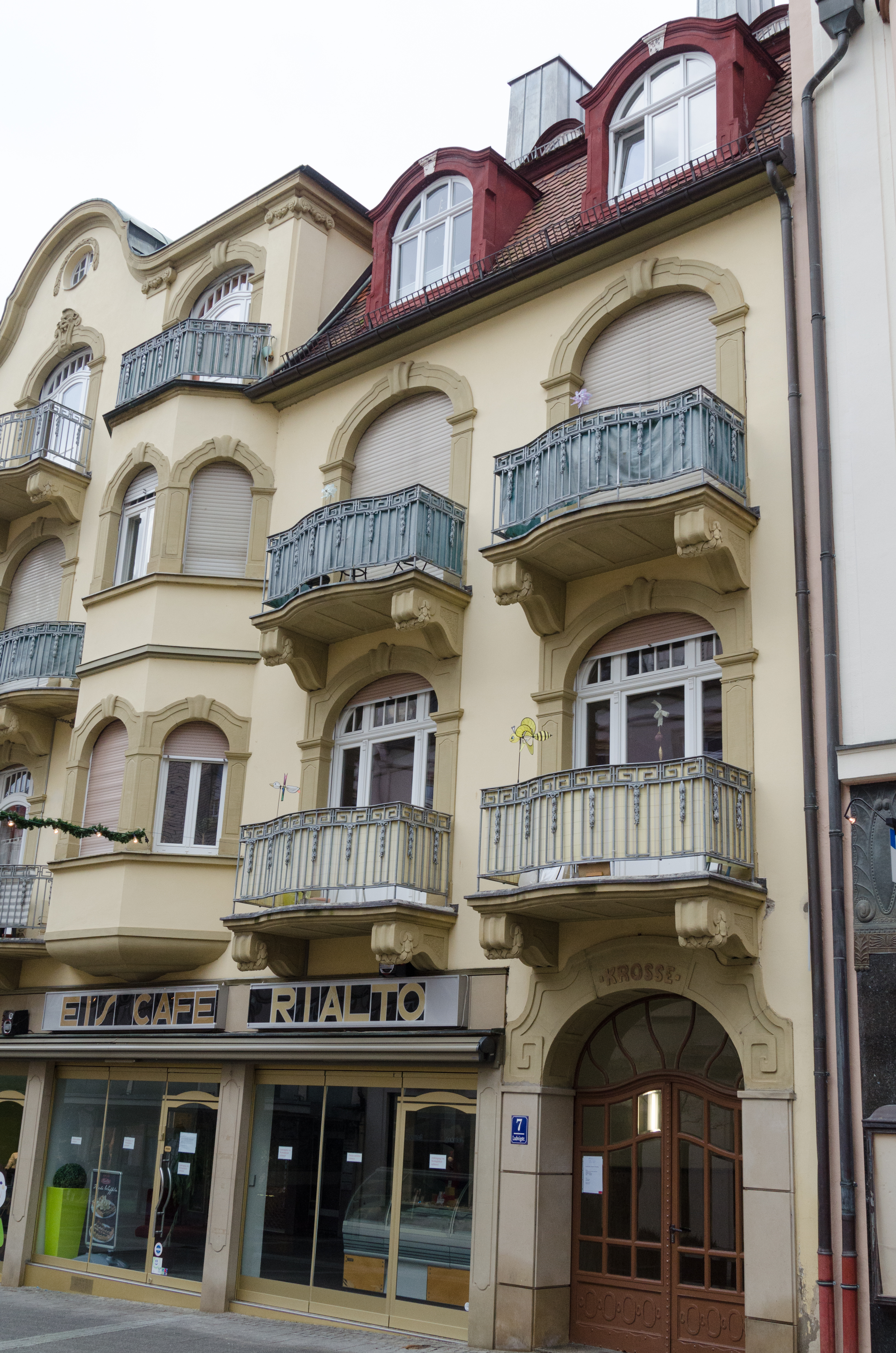
Einstiges Hotel Krosse in Bad Kissingen

Das Gebäude des ehemaligen Hotel Krosse in der Ludwigstraße in Bad Kissingen, der Großen Kreisstadt des unterfränkischen Landkreises Bad Kissingen, gehört zu den Bad Kissinger Baudenkmälern und ist unter der Nummer D-6-72-114-41 in der Bayerischen Denkmalliste registriert.

## Geschichte
Am Standort des heutigen Anwesens Ludwigstraße 7 befand sich ursprünglich der um 1907 abgebrochene Seitenflügel des Anwesens Untere Markstraße 7.
Das heutige dreigeschossige Anwesen entstand in den Jahren 1907–1908 und beherbergte zunächst das Hotel Krosse. Es wurde vom Würzburger Architekten Anton Eckert im Jugendstil als verputzter Mansarddachbau mit Zwerchhaus in der Mitte und Polygonalerkern an den Seiten errichtet. Der barockisierende Jugendstil äußert sich in der symmetrisch angelegten Fassade mit erhöhtem Mittelteil. Das Anwesen ist ein Beispiel für den großstädtischen Jugendstil, der zur Zeit seiner Entstehung den Biedermeier in Bad Kissingen ablöste.
Heute beherbergt das Anwesen Wohnungen und eine Eisdiele.